# Agatino (medico)
Claudio Agatino (in greco antico: Ἀγαθῖνος?, Agathînos; Sparta, I secolo – ...) è stato un medico greco antico.

## Biografia
Spartano, allievo del filosofo stoico Lucio Anneo Cornuto, Agatino visse in piena età giulio-claudia e fu maestro di Archigene.
Si dice che una volta sia stato colto da un attacco di delirio, provocato dalla mancanza di sonno, da cui fu liberato proprio dal suo allievo Archigene, che ordinò impacchi di olio caldo per la testa.

## Opere
Fu esponente della scuola pneumatica e delle sue opere Sull'elleboro (Περί ἑλλεβόρου), Sulle febbri semiterzane (Περί ἡμιτριταίων) e Sulle pulsazioni (Περί σφιγμῶν) non ci rimangono che rari frammenti.